# Orestes Rodríguez Vargas
Orestes Rodríguez Vargas (* 4. Juli 1943 in Lima; † 17. November 2024 in Barcelona) war ein peruanischer Schachspieler, der für den spanischen Schachverband spielte.

## Leben
Orestes Rodríguez Vargas hatte seine schachlichen Wurzeln im innenstädtischen Distrikt Jesús María der peruanischen Hauptstadt Lima. Schon ein erfolgreicher Schachspieler in den 1960er-Jahren setzte er sich zum Ziel, Großmeister zu werden und da er in Peru keine adäquaten Fördermöglichkeiten zum Erreichen dieses Zieles sah, zog er 1973 nach Spanien und spielte dort in der spanischen Mannschaftsmeisterschaft zuerst für einen Verein aus San Sebastián. Danach spielt er für einen Verein aus Murcia und ab  1976 für CA Condal Las Palmas, anschließend für den Club d'escacs Vulcà, einen Verein aus Barcelona. Mit diesem wurde er 1980, 1981, 1982, 1983, 1984, 1987, 1989 und 1995 spanischer Mannschaftsmeister und nahm dreimal am European Club Cup teil, wobei der größte Erfolg der Einzug ins Halbfinale 1984 in Moskau war. Den Kontakt nach Spanien hatte er über José María Gonzalenz, den Chefredakteur der Schachzeitschrift Jaque.
Orestes Rodríguez Vargas war verheiratet und hat einen Sohn.

## Erfolge
Er nahm insgesamt an sieben Schacholympiaden teil mit einem Gesamtergebnis von 59 Punkten aus 90 Partien (+42 =34 −14). Seine erste Schacholympiade war die Olympiade 1964 in Tel Aviv, bei der er am vierten Brett der peruanischen Nationalmannschaft spielte. 1970, 1972, 1978 und 1986 spielte er am ersten Brett Perus, 1988 am zweiten Brett. Bei der Olympiade 1992 in Manila spielte er für Spanien am vierten Brett. Sein größter Erfolg auf Schacholympiaden war eine individuelle Silbermedaille 1978 in Buenos Aires für sein Ergebnis von 8 aus 10 am ersten Brett.
Peruanischer Einzelmeister wurde er fünfmal hintereinander von 1968 bis 1972.
Bei den Senioreneuropameisterschaften 2005, 2007, 2008 jeweils in Dresden und 2009 in Velden am Wörther See spielte er für eine Auswahl der Autonomen Gemeinschaft Katalonien. Im Februar 2007 hatte er bei der 9. Offenen Europäischen Seniorenmeisterschaft mit 8,5 aus 9 noch vor Viktor Kortschnoi das beste Einzelergebnis aller Teilnehmer.
1972 wurde er Internationaler Meister, seit 1978 trug er den Großmeister-Titel. Seine höchste Elo-Zahl war 2500 im Januar 1990. Seine letzten Elo-gewerteten Schachpartien spielte er in der katalanischen Mannschaftsmeisterschaft 2013. Seine höchste Elo-Zahl war 2500 im Januar 1990.

## Partiebeispiel
Beim Ruy Lopez Memorial in Las Palmas 1975 konnte er gegen Bent Larsen gewinnen, der zu diesem Zeitpunkt circa 200 Elo-Punkte mehr hatte als er, indem er die Dame des Dänen eroberte:
1. d2–d4 Sg8–f6 2. c2–c4 e7–e6 3. Sg1–f3 b7–b6 4. g2–g3 Lc8–a6 5. Dd1–c2 c7–c5 6. Lf1–g2 Sb8–c6 7. d4xc5 b6xc5 8. 0–0 Lf8–e7 9. Tf1–d1 0–0 10. Dc2–a4 Dd8–b6 11. Sb1–c3 Ta8–d8 12. Lc1–f4 d7–d6 13. a2–a3 La6–b7 14. b2–b4 Sf6–g4
|   | a | b | c | d | e | f | g | h |   |
| 8 |   |   |   |   |   |   |   |   | 8 |
| 7 |   |   |   |   |   |   |   |   | 7 |
| 6 |   |   |   |   |   |   |   |   | 6 |
| 5 |   |   |   |   |   |   |   |   | 5 |
| 4 |   |   |   |   |   |   |   |   | 4 |
| 3 |   |   |   |   |   |   |   |   | 3 |
| 2 |   |   |   |   |   |   |   |   | 2 |
| 1 |   |   |   |   |   |   |   |   | 1 |
|   | a | b | c | d | e | f | g | h |   |

Stellung nach 14. … Sf6–g4
15. b4xc5 Db6xc5 16. Sc3–e4 Dc5–f5 17. Da4–b5 Df5xe4 18. Db5xb7 Td8–b8 19. Db7–a6 Tb8–b6 20. Da6–a4 De4–f5 21. h2–h3 Sg4–e5 22. c4–c5 Tb6–b2 23. c5xd6 Le7–f6 24. g3–g4 Df5–g6 25. Sf3xe5 Sc6xe5 26. Lg2–e4
Larsen gab auf, da seine Dame nicht mehr zu retten war.